# WIXIW
WIXIW (da pronunciare come Wish You) è il sesto album discografico in studio del gruppo musicale rock statunitense Liars, pubblicato nel 2012.

## Tracce
Testi di Angus Andrew, musiche di Liars.
1. The Exact Color of Doubt – 4:07
2. Octagon – 4:38
3. No.1 Against the Rush – 5:10
4. A Ring on Every Finger – 3:18
5. Ill Valley Prodigies – 2:03
6. WIXIW – 6:12
7. His and Mine Sensations – 4:40
8. Flood to Flood – 3:30
9. Who Is the Hunter – 3:47
10. Brats – 3:02
11. Annual Moon Words – 2:37